# Blomkål
Blomkål (Brassica oleracea var. botrytis) er en grøntsag i familie med hvidkål.

## Forskellige arter og sorter af blomkål
- Grønne Blomkål.
- Gule Blomkål.
- Hvide Blomkål.
- Lilla Blomkål.
- Orange Blomkål.
- Romanesco Blomkål.